# Южная бормотушка
Южная бормотушка (лат. Iduna rama) — вид воробьиных птиц семейства камышовковых (Acrocephalidae). Ранее считался подвидом Iduna caligata. Видовое название дано в честь к Рамы. МСОП присвоил виду охранный статус LC.

## Описание
Окраска верхних частей тела тёмно-коричневая, а нижних беловатая. Очень похож на бледную пересмешку и северную бормотушку. В отличие от них, у представителей данного вида более светлый серо-коричневатый оттенок на верхней стороне.

## Биология
Представители вида насекомоядны. Размножаются с апреля по июнь или июль. Чашеобразное гнездо размещается на дереве или кусте, часто на высоте от 0,3 до 2 метров над землей. В кладке 3—4 яйца.

## Распространение
Ареал простирается от северной части Аравийского полуострова до Афганистана. Многие популяции для зимовки мигрируют на Индийский субконтинент вплоть до Шри-Ланки. Предпочитают открытую местность с кустами и высокой травой.